# Pritha lindbergi
Pritha lindbergi is een spinnensoort in de taxonomische indeling van de spleetwevers (Filistatidae).
Het dier behoort tot het geslacht Pritha. De wetenschappelijke naam van de soort werd voor het eerst geldig gepubliceerd in 1962 door Carl Friedrich Roewer.